# Jessica Hallbäck
Jessica Anne Hallbäck, född 4 januari 1981, är en svensk skribent och gatukonstnär. Hon blev ett namn inom gatukonsten med serien Angry Animals under första halvan av 2010-talet och valde tidigt att inte göra sina verk under pseudonym eller att vara anonym trots att gatukonst kan vara olaglig. Hon var drivande i att häva nolltoleransen mot graffiti som Stockholms stad införde 2007 och som hävdes 2014.
Serien Angry Animals bestod av grafiska bilder på söta djur som karaktärer ur My Little Pony eller katter, ofta beväpnade och med samhällskritiska textrader som "ACAB", "No borders, no nations, just people". Inom seriens ramar genomfördes en protest mot Affordable Art Fair 2013, ett projekt för att göra konst mer tillgänglig med bland annat lägre priser. Jessica Hallbäck menade att till exempel priset ändå sattes för högt och att projektet endast underströk hur elitistisk konstvärlden är. Hon tog fram grafiska blad som placerades i Ikea-ramar och hängdes upp i gatumiljön med en uppmaning att ta med dem hem.
Våren 2017 slutade hon sitt arbete som innehållsredigerare för att bli frilans som skribent och copywriter. Hon hade då börjat med adbusting på Stockholms tunnelbana, det vill säga att göra om tunnelbanans reklamskyltar, och efter att hon började frilansa lade hon mer tid på gatukonsten. Jessica Hallbäck tar ner SL-reklamens pappskyltar och skriver ett budskap med en karaktäristisk handstil och kanske ritar en bild. Sen monterar hon tillbaks reklamskylten med baksidan ut mot vagnen. Budskapen är genomgående feministiska, antirasistiska och samhällskritiska sentenser, som "Jag har inte mens, du är bara irriterande", "Män är rädda för att kvinnor ska skratta åt dem. Kvinnor är rädda att män ska döda dem" och "Utan Hermoine skulle Harry Potter dött i första boken".
År 2018 gav hon ut boken Girls just wanna have fun(damental rights). Albumet I can't believe I still have to protest this shit är en poste bok som sammanställer tjugo stycken affischer ur kvinnokampens historia. Från de äldsta affischerna om rösträttskampen till nyare bilder som spridits från demonstrationer över internet. Titeln är hämtad från en kvinnas t-shirt från demonstration i Washington.Till varje affisch finns en kortfattad beskrivning och sidorna är gjorda så att affischerna enkelt kan rivas ur och sättas upp.